# سميح طبيلة
سميح روحي عفيف طبيلة (17 ديسمبر 1950 في نابلس ) مهندس معماري من دولة فلسطين. شغل منصب وزير النقل والمواصلات في حكومة رامي الحمد الله الثالثة. كما أنه عضوٌ في مجلس أمناء جامعة الخليل.

## النشأة والتحصيل العلمي
وُلد طبيلة في 17 ديسمبر 1950 بمدينة نابلس شمال الضفة الغربية. تلقى تعليمه المدرسي وحصل على الثانوية العامة في المدينة. غادر إلى جمهورية مصر العربية، وحصل على درجة البكالورويوس في الهندسة المعمارية من جامعة عين شمس عام 1976.

## الحياة العملية
بعد تخرجه، عمل طبيلة ضمن مكتب هندسي، ولاحقًا تطور وتقلد مناصب عديدة، أبرزها: نقيب المقاولين الفلسطيني في الضفة الغربية 2006–2008، ورئيس لناد رياضي بنابلس 2010–2014. عمل طبيلة منذ عام 1985 في كلية الهندسة بجامعة النجاح الوطنية كعضو خارجي في لجان مشاريع التخرج. كان طبيلة عضوًا في نقابة المهندسين الفلسطينيين، ومجلس أمناء جامعة الخليل، وبلدية نابلس، واتحادي المقاولين العرب والدول الإسلامية ولاحقًا بلدية نابلس.
في 31 يوليو 2015، عُين وزيرًا لوزارة النقل والمواصلات في التعديل الوزاري الأول لحكومة رامي الحمد الله الثالثة. واستمر حتى 13 أبريل 2019.
في أغسطس 2015، قرر وزير الحكم المحلي حسين الأعرج تعيين لجنة حكم محلي لتسيير أعمال مجلس بلدي نابلس برئاسة سميح طبيلة حتى واستمر حتى إجراء الانتخابات المحلية الفلسطينية 2017 والتي فاز فيها.
في أغسطس 2019، تسلم رئاسة بلدية نابلس خلفًا لعدلي يعيش تطبيقًا لاتفاق مسبق ضمن قائمة الترشح لانتخابات 2017.